# Reşit Kaynak
Reşit Kaynak (* 12. August 1952 in Adana; † 26. März 1999 in Bursa) war ein türkischer Fußballspieler.

## Sportlicher Werdegang
Kaynak entstammte der Jugend von Ceyhan Akınspor, wo er auch seine ersten Schritte im Erwachsenenbereich machte. 1968 wechselte er noch als Teenager zu Adanaspor in die zweite Liga, 1971 schaffte er mit dem Klub den Aufstieg in die höchste Spielklasse. In der Spielzeit 1974/75 bildete er mit Mehmet Akpınar das erfolgreiche Sturmduo des Klubs, das mit jeweils neun Treffern den Klub auf den vierten Tabellenplatz führte. Im anschließenden Sommer zog er daraufhin innerhalb der Spielklasse zu Beşiktaş Istanbul weiter. Hier avancierte er zum türkischen Nationalspieler, zwischen 1976 und 1979 bestritt er vier Länderspiele und erzielte dabei ein Tor. In der Spielzeit 1976/77 wurde er hinter Necmi Perekli von Meister Trabzonspor mit 15 Saisontreffern Zweiter der Torschützenliste, im Pokalwettbewerb 1976/77 krönte er sich mit fünf Toren unterdessen zum Torschützenkönig. Dabei blieb ihm in den Endspielen ein Treffer verwehrt, so dass sich Trabzonspor dank eines Treffers von Ahmet Ceyhan mit einem 1:0-Heimerfolg und einem 0:0-Remis durchsetzte und das Double gewann. 
1978 wechselte Kaynak zu Diyarbakırspor. Wenngleich er mit dem Klub im Viertelfinale des Pokalwettbewerbs 1978/79 gegen MKE Kırıkkalespor ausgeschieden war, wurde er gemeinsam mit Halil Ağan (MKE Kırıkkalespor), Raşit Çetiner (Fenerbahçe Istanbul), Mustafa Denizli (Altay Izmir), Vereinskamerad Vehbi Günay, Sedat Özden (Bursaspor), Bora Öztürk (Altay Izmir), Sava Paunović (Beşiktaş Istanbul) und Sinan Turhan (Adana Demirspor) mit vier Treffern im Wettbewerb ein zweites Mal Torschützenkönig. Am Ende der Spielzeit 1979/80 stieg er mit dem Klub als Schlusslicht in die zweite Liga ab, schaffte jedoch eine Saison später den direkten Wiederaufstieg. Im Sommer 1982 schloss er sich Gençlerbirliği Ankara an, wo er erneut als regelmäßiger Torschütze reüssierte.
1984 kehrte Kaynak zu Adanaspor zurück, der Klub war aus der ersten Liga abgestiegen. Zwar traf er auch hier regelmäßig, der erhoffte Wiederaufstieg misslang jedoch. Ab 1987 ließ er seine Karriere bei Ayvalıkgücü Belediyespor und Hatayspor ausklingen, ehe er sich Anfang der 1990er Jahre erfolglos kurzzeitig bei Ereğlispor und Diyarbakırspor als Trainer versuchte.
Kaynaks Brüder Orhan. Kayhan, İrfan, İlhan und Ayhan Kaynak waren ebenfalls Fußballspieler und spielten jeweils in der höchsten türkischen Spielklasse. Kayhan und İrfan starben ebenso wie Reşit Kaynak unter 50-jährig an Herzproblemen.